# Sergej Ignat'evič Rudenko
Sergej Ignat'evič Rudenko (in russo Сергей Игнатьевич Руденко?; Korop, 20 ottobre 1904 – Mosca, 10 luglio 1990) è stato un generale e politico sovietico, importante comandante dell'Aviazione sovietica durante la Seconda guerra mondiale.

## Biografia
Figlio di un calzolaio, entrò nell'Armata Rossa nel 1923. Nel 1926 completò i suoi studi militari alla Scuola di teoria di volo di Leningrado, e si laureò in seguito nell'Accademia di volo della Crimea. Nel 1928 entrò nel Partito Comunista. Dal 1932 comandò una squadriglia di ricognizione. Nel 1936 si laureò di nuovo all'Accademia di ingegneria aeronautica Žukovskij, e fu nominato comandante della 118ª Brigata bombardieri.
Nel gennaio 1941 fu nominato comandante della 31ª divisione aerea nel Distretto militare speciale occidentale, carica che mantenne anche durante l'invasione tedesca dell'Unione Sovietica.
Nel novembre 1941 fu trasferito al comando delle forze aeree della 20ª Armata, e nel dicembre dello stesso anno fu assegnato alla supervisione delle forze aeree della 61ª Armata.
Nel gennaio 1942 fu nominato comandante della componente aerea del Fronte di Kalinin. Dall'aprile al giugno dello stesso anno fu al comando del 1º gruppo operativo aereo dello Stavka, e in seguito fu nominato vice-comandante della componente aerea del Fronte sud-occidentale.
Nell'ottobre 1942 assunse il comando della 16ª Armata aerea. Sotto il suo comando, l'armata aerea partecipò alla Battaglia di Stalingrado, alla Battaglia di Kursk, all'Operazione Bagration, all'Operazione Vistola-Oder, all'Offensiva della Pomerania orientale e alla Battaglia di Berlino, come parte della componente aerea dei fronti di Stalingrado, del Don, Centrale e Bielorusso (in seguito 1° Fronte Bielorusso).
L'11 maggio 1944 fu promosso al grado di Colonnello generale. Il 19 agosto dello stesso anno fu decorato con il titolo di Eroe dell'Unione Sovietica (Medaglia n° 3087).
Mantenne il comando della 16ª Armata aerea fino al febbraio 1947, quando fu nominato comandante di un corpo aviotrasportato. Dal dicembre 1948 fu al comando delle Truppe aerotrasportate sovietiche. Nel settembre 1949 divenne capo dello stato maggiore e primo vice-comandante dell'Aviazione sovietica. L'11 marzo 1955 ricevette la promozione finale al grado di Maresciallo dell'Aviazione. Dal maggio 1968 all'agosto 1973 fu direttore dell'Accademia militare Gagarin e in seguito divenne ispettore presso il Ministero della difesa.
Fu anche deputato nella 2ª e nella 6ª legislatura del Soviet Supremo, e membro candidato del Comitato Centrale del PCUS negli anni 1961-1966.
Morì il 10 luglio 1990 e fu sepolto nel Cimitero di Novodevičij.